# Rosário (departamento)
Departamento Rosario é um departamento da província de Santa Fé, na Argentina.